# Kurt Ams
Kurt Ams (* 5. März 1982) ist ein australischer Fußballschiedsrichter.

## National
Ams pfiff sein erstes A-League-Spiel am 29. August 2010 (4. Spieltag), als Melbourne Heart und Perth Glory aufeinandertrafen und er zwei Elfmeter und fünf gelbe Karten gab. 2010/11 wurde er in insgesamt vier Ligaspielen eingesetzt. In der Saison 2011/12 wurde er lediglich in zwei Ligapartien eingesetzt. Anschließend wurde er länger nicht eingesetzt und kam erst 2016/17 wieder zu neun Ligaspielen, die er pfeifen durfte. In der Folgesaison pfiff er 14 Ligaspiele, wurde zudem zweimal in der Chinese Super League eingesetzt und pfiff ein Halbfinale der A-League Final Series dieser Saison 2017/18. Die darauf folgende Saison pfiff er 17 Vereinsspiele; zwölf A-League-Spiele, drei im FFA Cup, eins in der chinesischen ersten Liga und ein Final-Series-Spiel der A-League. In der Folgesaison wurde er in 14 Liga- und zwei Pokalspielen eingesetzt.

## International
Ams pfiff am 26. März 2019 sein erstes Länderspiel, als er das Freundschaftsspiel zwischen Japan und Bolivien leiten durfte.